# ریاضی (نام خانوادگی)
ریاضی یک نام خانوادگی‌ست. افراد شاخص با این نام از این قرارند:
- شکوه ریاضی، (۱۳۰۰ – ۱۳۴۱) از پیشگامان هنر و نقاشی مدرن در ایران
- عاطفه ریاضی، شهروند آمریکایی متولد ایران است و رئیس فناوری اطلاعات سازمان ملل متحد
- عبدالله ریاضی، (۱۲۸۵ – ۱۳۵۸) رئیس مجلس شورای ملی و استاد دانشگاه تهران
- علی ریاضی، از افسران ژاندارمری
- سامان ریاضی.از حسابداران معروف ایران